# Low Catton
Low Catton är en by i civil parish Catton, i distriktet East Riding of Yorkshire, i grevskapet East Riding of Yorkshire, i England. Byn är belägen 10 km från Pocklington. Low Catton var en civil parish 1866–1935 när blev den en del av Catton. Civil parish hade 85 invånare år 1931.